# Santa Cruz de Mora
Santa Cruz de Mora – miasto w Wenezueli, w stanie Mérida.